# Cunfin
Cunfin település Franciaországban, Aube megyében. Lakosainak száma 167 fő (2022. január 1.). Cunfin Fontette, Verpillières-sur-Ource, Autricourt, Grancey-sur-Ource, Riel-les-Eaux, Lanty-sur-Aube és Villars-en-Azois községekkel határos.

## Népesség
A település népessége az elmúlt években az alábbi módon változott:
| Lakosok száma | 300  | 222  | 237  | 209  | 191  | 184  | 177  | 174  | 174  | 167  |
|               | 1968 | 1982 | 1990 | 2006 | 2013 | 2015 | 2017 | 2019 | 2020 | 2022 |